# Серебряные ворота
Серебряные ворота — ворота древнего Владимира, упоминаемые в ряде летописей. Их точное местонахождение до сих пор не установлено. Судя по всему, они были частью укреплений Ветшаного города и являлись восточным въездом во Владимир, будучи противопоставленными Золотым воротам в западной части города. 
Крупнейший специалист по Владимирской Руси советский историк Николай Воронин полагал, что Серебряные ворота располагались в районе современной площади Фрунзе. В рамках данной версии, Серебряные ворота выходили на реку Лыбедь, через них шла дорога на Боголюбово и далее на восток. Не исключено, что, составляя символическую пару с Золотыми воротами, отсылающую к библейскому концепту Нового Иерусалима, они также были белокаменными и строились теми же мастерами, приглашёнными Андреем Боголюбским. Согласно описанию из Ипатьевской летописи, их верх был покрыт серебром: «Князь же Андрей бе город Володимерь силну устроил, к нему же ворота златая доспе, а другая серебром учини».
Проведённые раскопки не подтвердили высказывавшиеся предположения о том, что Серебряные ворота располагались рядом с заводом «Владалко».
Около Серебряных ворот в 1174 году владимирцы встречали гроб с телом князя Андрея Боголюбского, убитого в Боголюбове. По данным Воронина, Серебряные ворота ещё сохранялись в XVI веке и назывались в источниках Андреевскими.